# Monte San Lucano
Il Monte San Lucano (2.409 m s.l.m.) è la montagna più alta del Pale di San Lucano nelle Dolomiti. Si trova in Veneto (provincia di Belluno).

## Caratteristiche
Si trova nella parte centrale del gruppo tra la Quarta Pala (ad occidente), la Forcella Besausega (ad oriente) e la Spiz di Lagunáz (a sud).